# 구미문성중학교
구미문성중학교는 경상북도 구미시에 개교 예정인 공립 중학교이다.

## 학교 연혁
- 2026년 3월 1일 : 개교 예정